# Akillesruptur

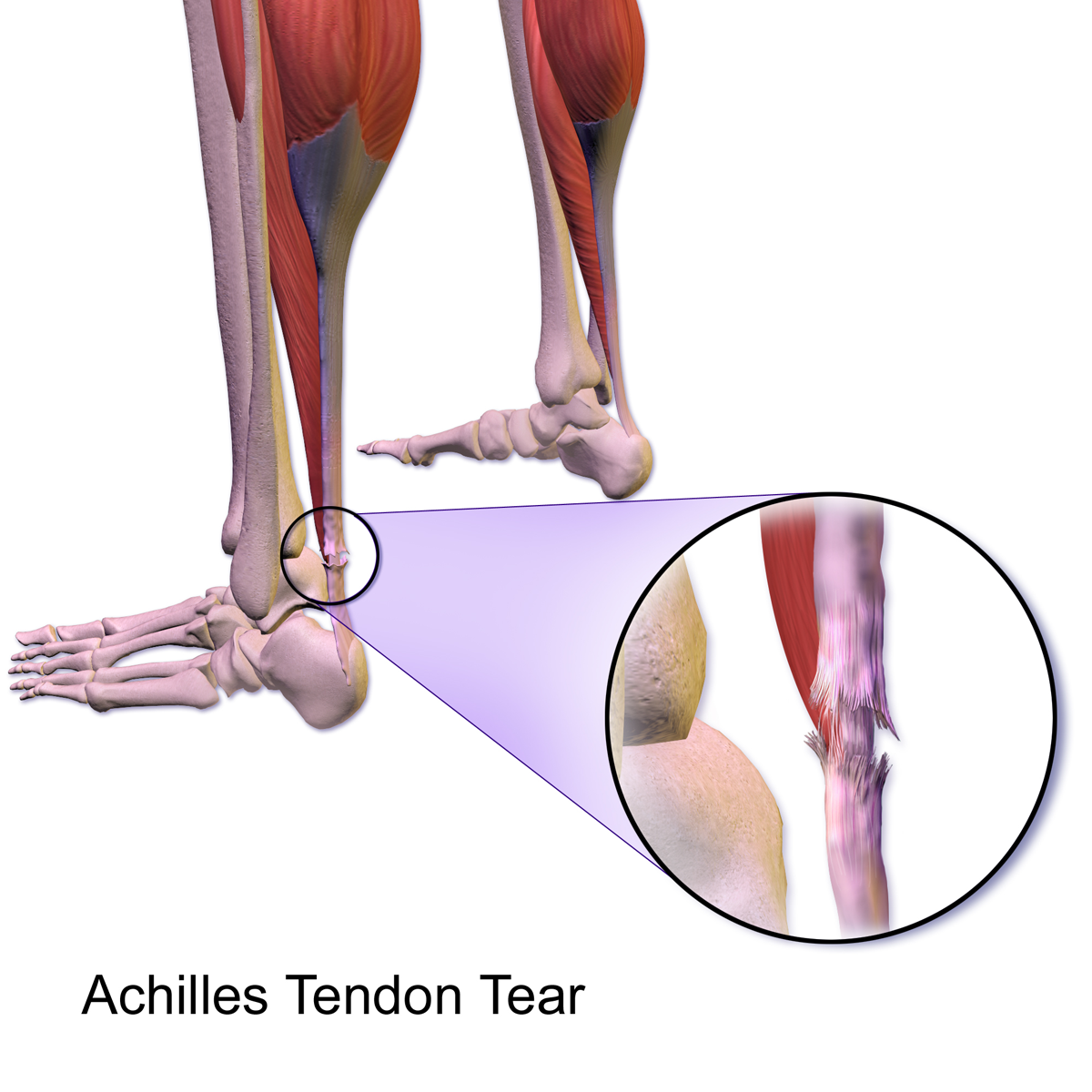

Akillesruptur också kallat hälseneruptur på svenska. Akillessenan är cirka 12-15 centimeter lång och är en gemensam övergång för senor från musculus gastrocemius och musculus soleus. Den börjar strax nedanför mitten på vaden och roterar 90 grader lateralt på väg ner till  fästet på hälbenet. Hälsenan är kroppens starkaste och tjockaste sena, trots detta är det den sena som rupturerar oftast. De som rupturerar senan upplever oftast en plötslig smärta i vaden. Det är vanligast att hälsenan rupturerar i samband med idrottsutövande, särskilt racketsporter, men en tredjedel av alla som skadar sig har inte ägnat sig åt någon intensiv fysisk aktivitet.
Incidensen har ökat över tid. I Sverige ökade incidensen mellan år 2002 till 2021, från 28,8 till 41,7 per 100 000 invånare, vilket motsvarar en ökning från 2 025 till 3 453 skador..  Rupturer är vanligast i åldersintervallet 35-45 år samt hos personer över 65 års ålder. Män skadar sig oftare än kvinnor, med 64,3 skador per 100 000 svenska män. Skadan kan leda till långvarig nedsättning av funktionsförmågan i form av nedsatt styrka och uthållighet i vadmuskulaturen. Många klarar inte att återgå till idrottsaktiviteter på den nivå de hade innan skadan.

## Mekanism

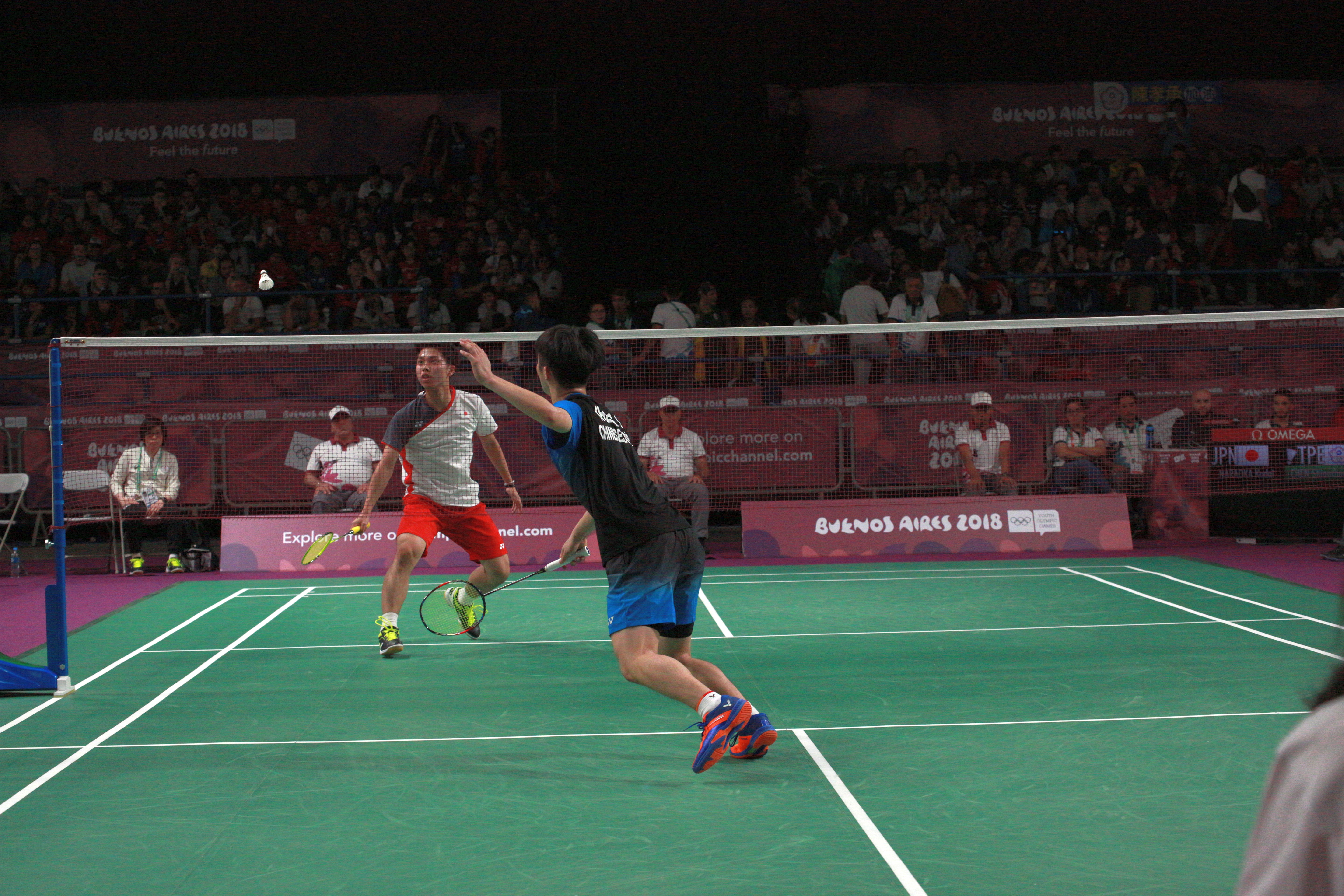

Debuten är i regel plötslig utan några varningssymtom innan. Skadan sker ofta vid ett plötsligt fottrauma. Det är oftast ett enskilt utlösande trauma som orsakar skadan som exempelvis får foten att med kraft böjas bakåt, exempelvis vid ett missat steg i en trappa. Ett annat typiskt sätt att skada senan kan vara då man vid badmintonspel backar för att ta en boll och sedan snabbt byter riktning för att springa framåt igen, det är då i vändningsögonblicket det ofta kan ske, i detta läge uppstår stora krafter på senan tillsammans med att knät ofta är helt sträckt. Oftast går senan av helt, äkta partiella rupturer är ovanliga. Många upplever att det känns som om någon sparkade till dem på vaden. En del rapporterar ett pisksnärtliknande ljud. Smärta uppstår direkt, men avtar ofta snabbt, men inte alltid. Efter skadan är det omöjligt att avveckla steget.
Senan går oftast av 2-6 cm ovanför hälbenet. Detta är ett område med sämre kärlförsörjning, vilket kan vara en viktig orsak bakom rupturerna.  Senan kan också gå av i muskel-senövergången samt i senans fäste i hälbenet med eller utan benavlossning. Vid den senare rekommenderas operation omgående.

## Diagnostik

### Akut hälseneruptur
Hälseneruptur är en klinisk diagnos. Typisk sjukhistoria med plötsligt trauma med smärta och oförmåga att gå. Vid undersökning av akut skada kan man palpera en grop i senan, men efter 1-2 veckor  kan svullnad ha fyllt ut denna grop. Plantarflexionsförmågan är utsläckt eller svag. Det vanligaste kliniska testet är Thompsons test vilket innebär att foten inte plantarflekteras då man klämmer på vaden, testet är då positivt. Det har rapporterats att upp till 25% av rupturerna missas i den akuta fasen.
Undersökning med magnetkamera och ultraljud bör undvikas vid akuta skador, då de här undersökningarna ofta kan undervärdera skadan, vilket kan leda till fördröjning av adekvat behandling. Däremot är de här undersökningarna viktiga för att värdera kroniska rupturer inför operation. Till skillnad mot patienter med akut ruptur, klagar patienten med kronisk ruptur ofta på smärta, de kan inte stå på tå och kan inte avveckla steget när de går. De kompenserar med andra muskelgrupper när de går, och utvecklar efter hand en klotåställning.

### Kronisk hälseneruptur
Kronisk hälseneruptur kännetecknas av nedsatt förmåga att skjuta ifrån vid gång och svårighet att stå på tå. Gången kompenseras ofta genom aktivering av andra muskelgrupper, vilket med tiden kan leda till en så kallad klotåställning. Smärta är vanligt förekommande. Kliniskt kan Thompsons test vara negativt, och en tydlig grop över senan kan saknas på grund av ärrbildning mellan senändarna. Vid kronisk hälseneruptur är både magnetkamera och ultraljud viktiga för diagnos.

### Diagnostiska svårigheter vid hälseneruptur hos äldre
Enligt en genomgång av anmälningar till Inspektionen för vård och omsorg (IVO) är det vanligast att hälseneruptur missas hos patienter över 60 år. I många fall saknades en typisk sjukhistoria med plötslig skademekanism, vilket försvårade diagnostiken. I flera ärenden förelåg en gradvis tilltagande skada som senare övergick i total ruptur. Diagnosen missades ofta trots noggrann bedömning, och ibland även efter undersökning med ultraljud, då senan initialt bedömdes ha kontinuitet.

## Behandling

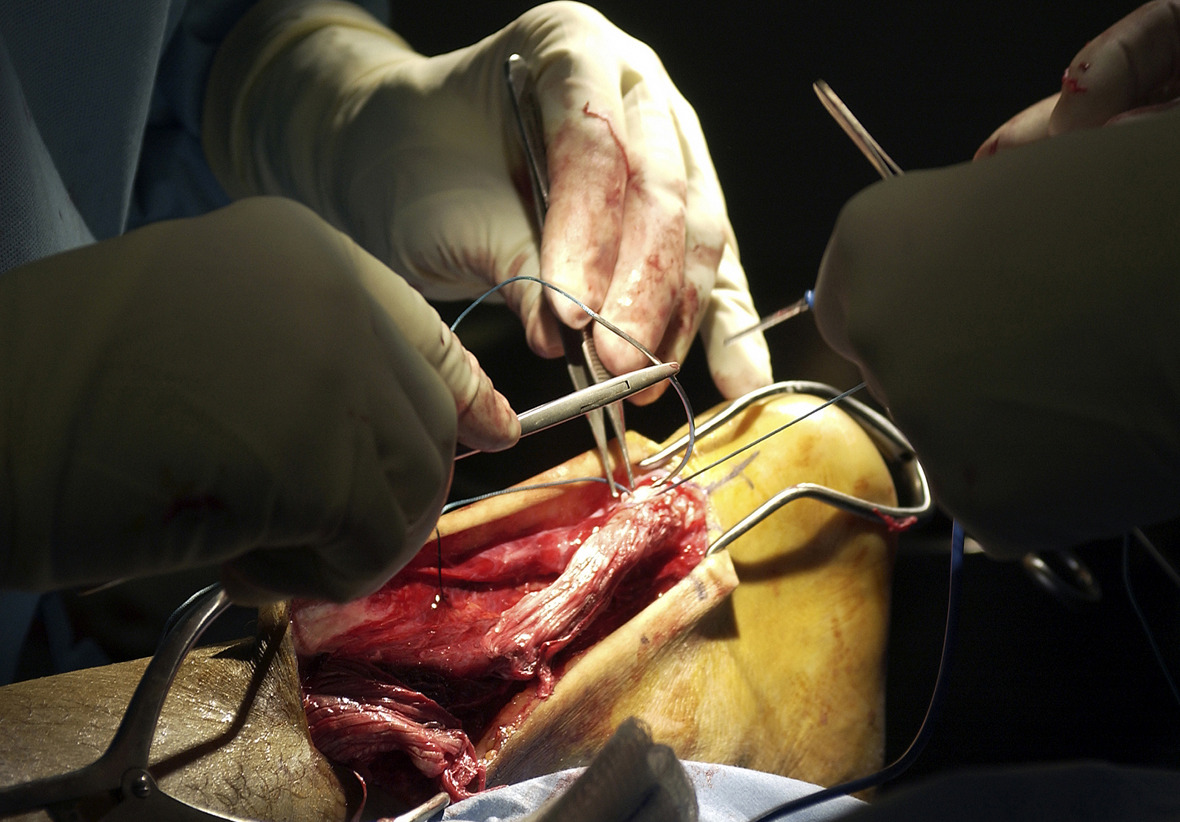
Kirurgisk behandling
Den idag vanligaste kirurgiska behandlingen sker öppet med direktsutur antingen med eller utan förstärkning. Syftet är att adaptera senändar och återskapa längd och tension i senan.  Perkutan teknik är relativt vanlig i övriga Europa och USA, men har inte fått större genomslag i Sverige. Efter operation immobiliseras fotleden med gips och/eller ortos i 6-8 veckor. Det har blivit vanligare att använda ortos vilket medför möjlighet till tidig rörelseträning och mekanisk stimulering av senan.
Icke kirurgisk behandling
Bör påbörjas tidigt, gärna inom tre dagar. Behandlingen påbörjas med spetsfotsgips i cirka två veckor. Därefter byts till en fast/ledad ortos med kilar under häl. Med hjälp av ortosen är det viktigt att komma igång med belastning tidigt. Immobiliseringstiden varar cirka 8 veckor och under denna tid minskas spetsfotsställningen successivt.
Det finns inga vetenskapliga belägg för att kirurgisk behandling skulle vara bättre, även om flera studier visat resultat som antytt det. Det bästa är ofta att individualisera behandlingen beroende på patient, dock är det inte känt hur detta skall göras på bästa sätt. Sannolikt är faktorer som BMI, ålder, övriga sjukdomar, aktivitetsnivå, yrke och patientens egna preferenser viktiga att ta hänsyn till.
Fysioterapi
Rehabiliteringstiden efter hälseneruptur är lång. De största förbättringarna vad gäller styrka och uthållighet ses främst under det första året.

## Komplikationer
Komplikationerna är många. Den vanligaste är reruptur av hälsenan. Andra komplikationer kan vara infekationer/sårproblem, nervpåverkan (Nervus Suralis). Djup ventrombos är vanligt. Hälsenan läker ofta med viss förlängning vilket kan innebära ett sämre funktionellt resultat.